# Tillandsia kautskyi
Tillandsia kautskyi, também conhecido como cravo-do-mato, é uma espécie de planta do gênero Tillandsia e da família Bromeliaceae.
Espécie rara, encontrada na região serrana do Espírito Santo chegando à divisa do Estado do Rio de Janeiro, 700-1.000 metros de altitude. Epífita, mesofítica, isolada ou formando agrupamentos.

## Taxonomia
A espécie foi descrita em 1974 por Edmundo Pereira.

## Forma de vida
É uma espécie epífita e herbácea.

## Descrição
Planta florida com cerca de 8-8,5 centímetros de altura, isolada ou formando touceiras, epífita, heliófila,  mesofítica. Raízes presentes na planta adulta. Rizoma curto, 4-10 centímetros de comprimento, simples, sem ramificações laterais. Ela tem folhas 50-60, com cerca de 4-6 centímetros de comprimento, polísticas, densamente imbricadas, geralmente secundas; bainha 0,8-1,4 centímetros de largura, elíptica, levemente distinta; lâmina 3-7 centímetros de comprimento, 0,8-1,3 centímetros lar., triangular, atenuada, secundas, levemente canaliculadas, carnosa, densamente lepidota, tricomas absorventes assimétricos, ultrapassando a margem foliar.
Escapo de 2,5-6 centímetros de comprimento, igualando o tamanho da roseta foliar, delicado, levemente recurvado, glabro; 3-4 brácteas do escapo, não foliáceas, maiores que os entrenós.
Brácteas florais de 0,8-1,5 centímetros  de comprimento, excedendo as sépalas. Ela tem flores de 2 centímetros de comprimento, sésseis. Pétala elípticas, com margem inteira, retuso, reflexas na antese, formando uma corola aberta, a parte superior vermelho-carmínea ou róseo-escura e branca em direção à base. Estames  de 1,5-1,8 centímetros de comprimento, quase igualando o comprimento total das pétalas, inclusos; filetes de 1,3-1,5 centímetros de comprimento, adnatos, achatados, eretos ou levemente plicados abaixo da antera, brancos; anteras de 0,2 centímetros de comprimento, 0,3 centímetros de largura, lineares, dorsifixas, não versáteis, amarelo-acastanhadas. Ovário de 0,3 centímetros  de comprimento, 0,2 centímetros de diâmetro, oval; estilete 0,8-1 centímetros de comprimento, branco, vermelho em direção ao ápice; estigma 0,1 centímetros de comprimento, simples ereto.
| Folha                                   | Folha           |
| --------------------------------------- | --------------- |
| formando tanque                         | não             |
| em roseta                               | sim             |
| filotaxia                               | espiralada      |
| forma da lâmina                         | triangular      |
| indumento da lâmina                     | denso lepidoto  |
| posição transversal da lâmina           | secunda         |
| Inflorescência                          |                 |
| tipo                                    | composta        |
| orientação                              | ereta           |
| orientação das flores na raque          | dística         |
| posição das flores na antese            | ereta/sub ereta |
| forma das bráctea floral                | elíptica        |
| bráctea floral carenada                 | sim             |
| cor das brácteas florais                | rósea           |
| Flor                                    |                 |
| conação das sépalas                     | livre           |
| simetria das sépalas                    | simétrica       |
| sépala carenada                         | não             |
| forma das pétala                        | elíptica        |
| cor das pétala                          | branca/rósea    |
| posição dos estames em relação a corola | incluso         |

## Conservação
A espécie faz parte da Lista Vermelha das espécies ameaçadas do estado do Espírito Santo, no sudeste do Brasil. A lista foi publicada em 13 de junho de 2005 por intermédio do decreto estadual nº 1.499-R.

## Distribuição
A espécie é encontrada no estado brasileiro de Espírito Santo.
Em termos ecológicos, é encontrada no domínio fitogeográfico de Mata Atlântica, em regiões com vegetação de floresta estacional semidecidual e floresta ombrófila pluvial.